# Go tv

Logo des Fernsehsenders gotv.

Go tv est une chaîne de télévision musicale autrichienne privée,  diffusée sur le satellite Astra.
Hosted by est un programme de Go tv où un invité (musicien ou groupe) choisit une sélection de ses douze clips préférés.